# Heinrich Peyer (Architekt)

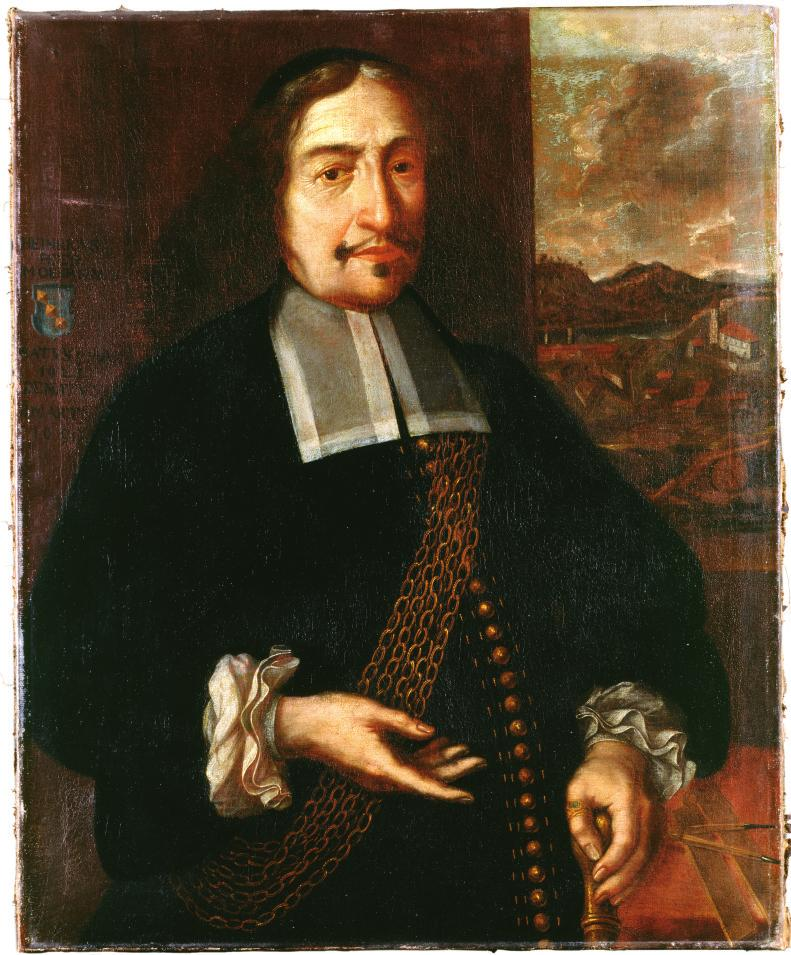
Heinrich Peyer

Heinrich Peyer (* 8. März 1621 in Schaffhausen; † 11. März 1690 ebenda) war ein Schweizer Architekt, Festungsingenieur und Kartograph.

## Leben und Familie
Peyer nahm 1656 als Vermesser an der Belagerung Rapperswils durch die Zürcher im Ersten Villmergerkrieg teil. In seiner Heimatstadt wurde er «Oberbaumeister» und war für die Errichtung verschiedener öffentlicher und privater Häuser verantwortlich. Peyer bewohnte das Oberhaus (Oberstadt 23), das er 1662 erworben hatte.
Peyers Eltern waren der Stadtrichter Hans Conrad Peyer und Judith geborene Peyer. Er heiratete 1643 Maria Cleophea von Waldkirch. Sein Bruder Johann Conrad (1617–1694) wurde 1672 Schaffhauser Grossrat und 1680 Direktor des Collegium humanitatis. Ihr Großvater Hans Conrad Peyer (1569–1623) war ständiger Gesandter der Stadt Schaffhausen. Er erwarb das Haus Zum drei Ständen – heute die sogenannte «Peyerburg».
Das Museum zu Allerheiligen bewahrt sein Ölgemälde.

## Werke (Auswahl)
Das von Peyer für den Junkers Hans Christoph von Waldkirch erbaute Haus zum Sittich zählt «zu den repräsentativsten Schaffhauser Barockhäusern». Peyer nahm 1684 und 1685 zwei Karten des Schaffhauser Gebiets auf, die «zu den besten kartografischen Leistungen des 17. Jahrhunderts» gehören.
Kartographie:
- Schaffhäuser Gebiet samt den Grentzen und umligenden Orten. 1685.
- Schaffhauser Gebiet samt den Grentzen und umligenden Orten. Renoviert Anno 1747. (Ausschnitt) Johann Heinrich Albertin, 1747.
- Territorium reipublicae liberae helveticae Scaphusiensis. Homanns Erben, Nürnberg 1753.
- Schaffhäuser Gebiet samt den Grentzen und umligenden Orten. 1685. Nachdruck im Verlag Dorfpresse, Gattikon 1971, 1975.
- Der Statt Schaffhausen Landschafft und Gebiet. Samt dero Grentzen und Marcken, auch umligenden benachbarten Orten. Nachdruck, Murten 2000.

Bauwerke:
- Korn- und Kaufhaus am Herrenacker
- Haus zum Sittich (um 1653/1658, Vordergasse 43)
- Archivgebäude (1669) – heute Staatsarchiv Schaffhausen
- Kirche in Wilchingen (1676)

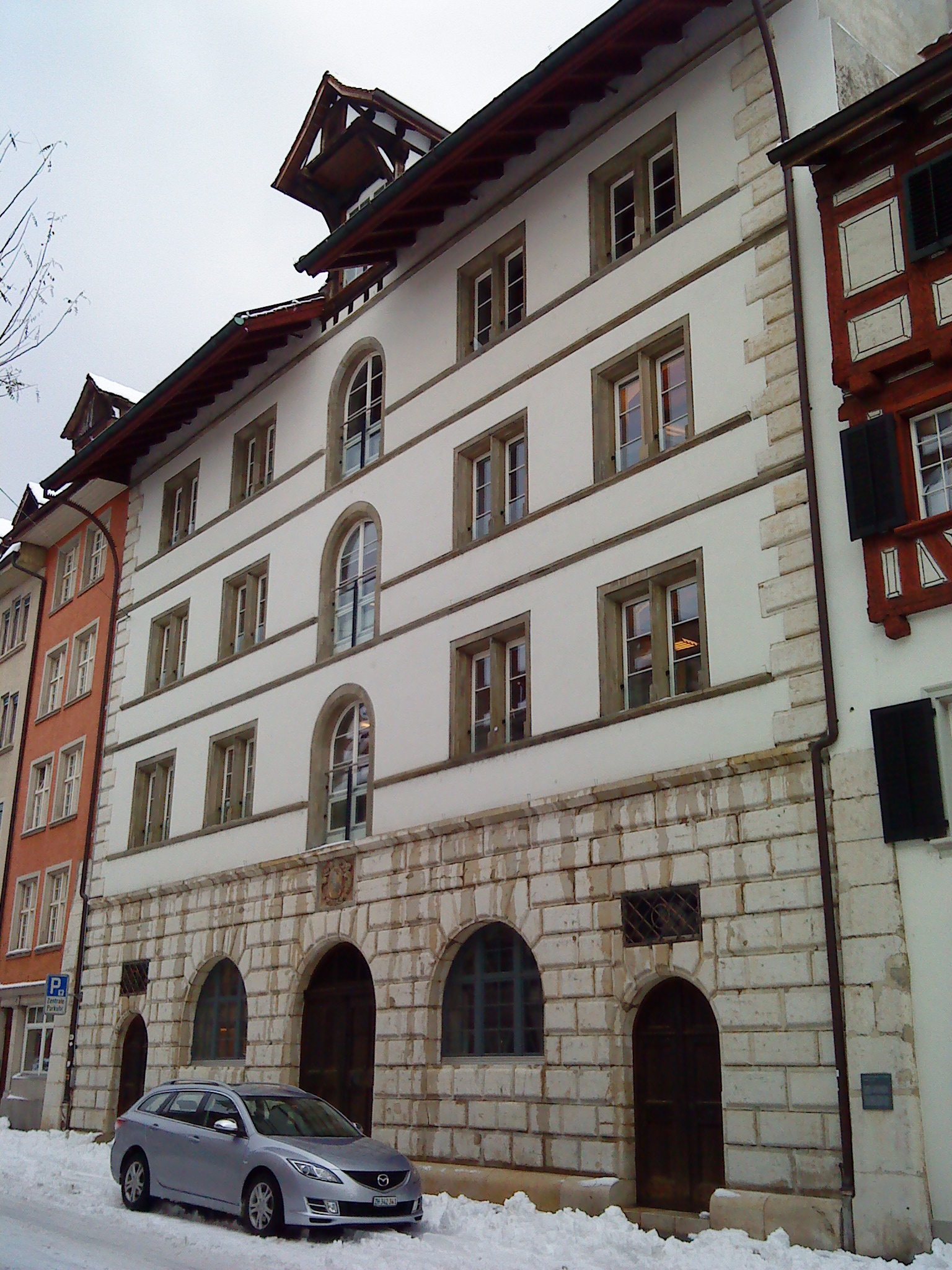
Korn- und Kaufhaus
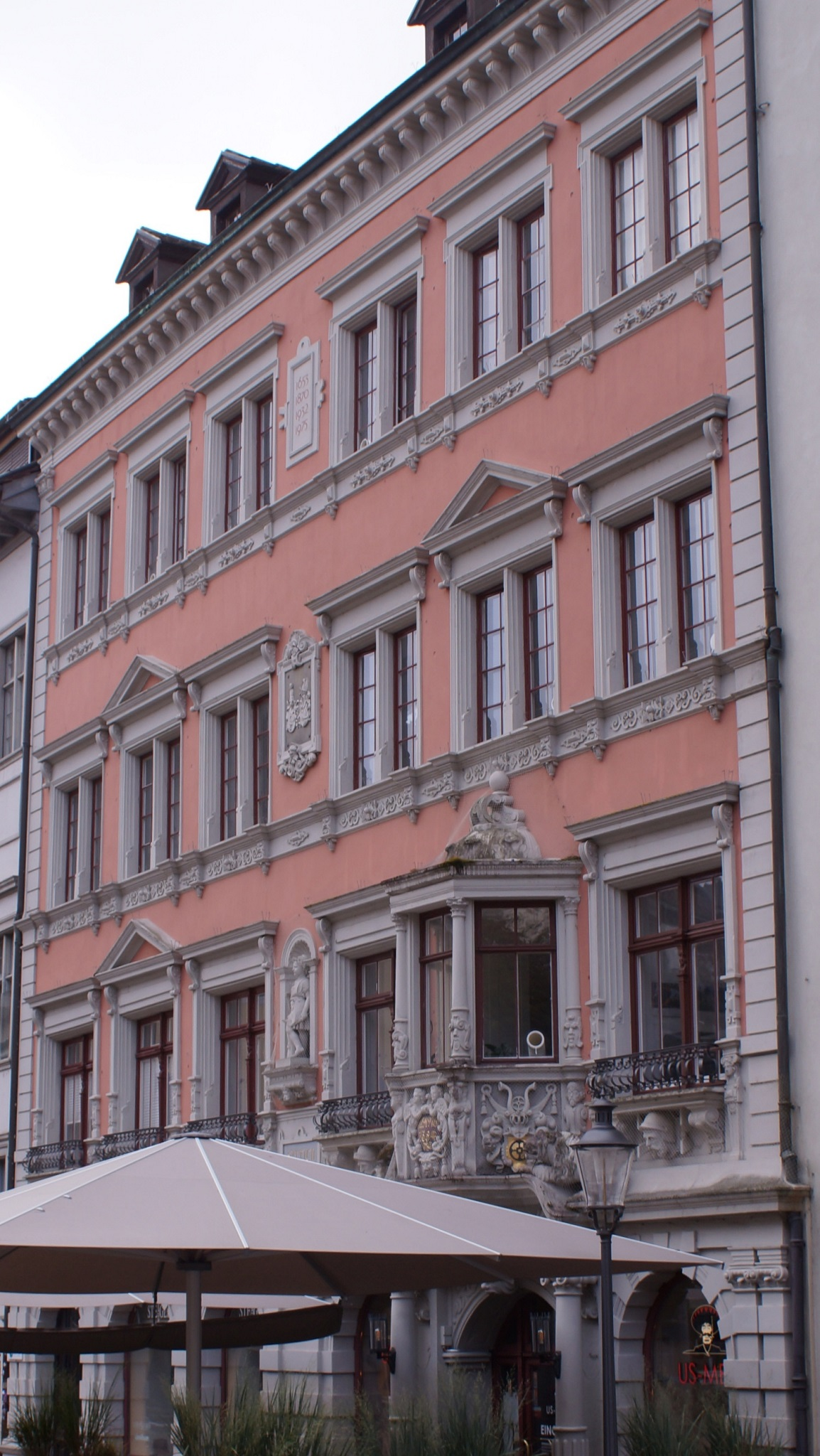
Haus zum Sittich
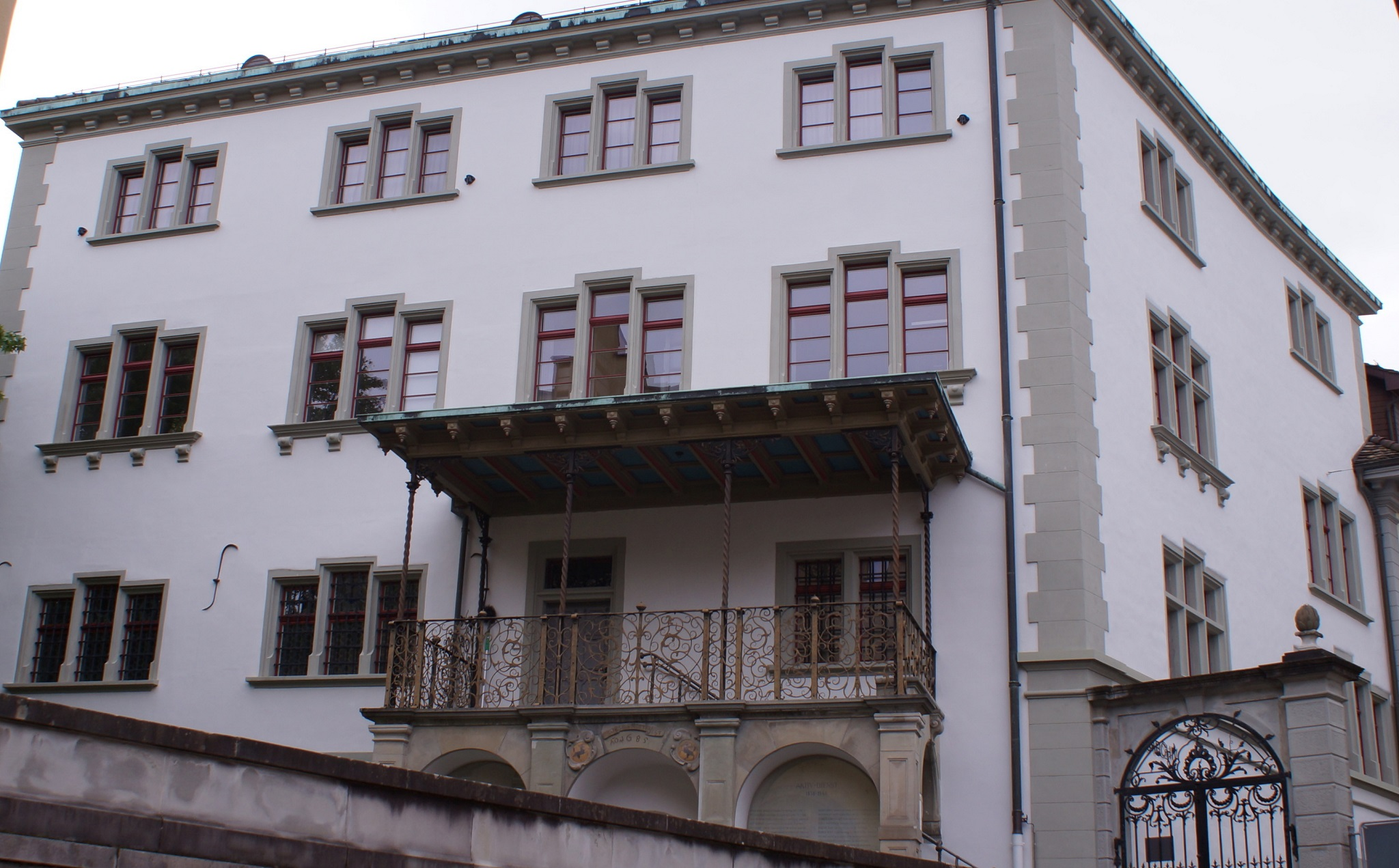
Archivgebäude
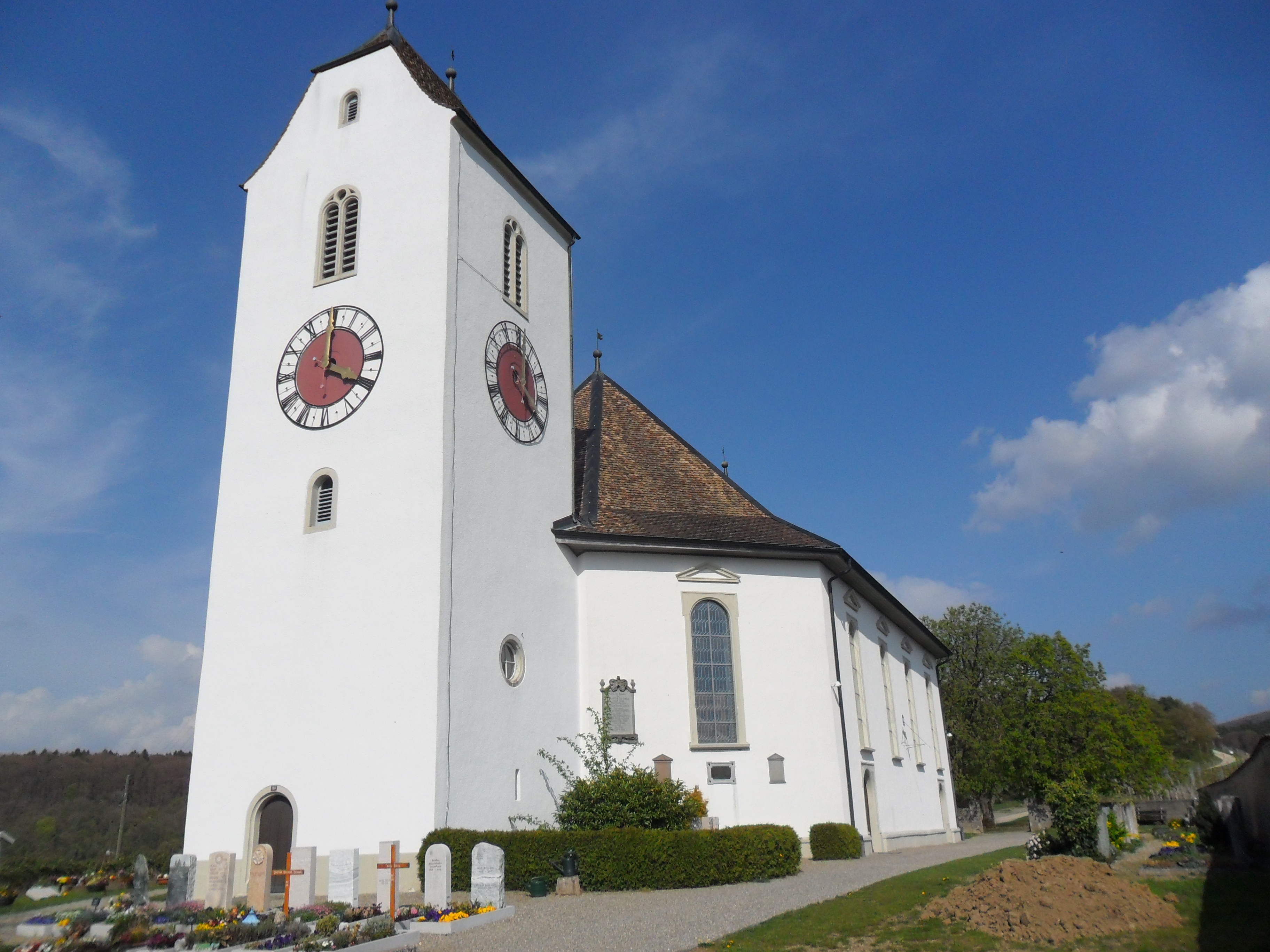
Kirche in Wilchingen

## Fussnoten
1. ↑  Peter Scheck: Johann Conrad Peyer. In: Historisches Lexikon der Schweiz. (Stand: 27. November 2009)
2. ↑  Peter Scheck: Hans Conrad Peyer. In: Historisches Lexikon der Schweiz. (Stand: 27. November 2009)
3. ↑  Peter Scheck: Heinrich Peyer. In: Historisches Lexikon der Schweiz. (Stand: 27. November 2009)

| Personendaten    | Personendaten                                         |
| ---------------- | ----------------------------------------------------- |
| NAME             | Peyer, Heinrich                                       |
| KURZBESCHREIBUNG | Schweizer Architekt, Festungsingenieur und Kartograph |
| GEBURTSDATUM     | 8. März 1621                                          |
| GEBURTSORT       | Schaffhausen                                          |
| STERBEDATUM      | 11. März 1690                                         |
| STERBEORT        | Schaffhausen                                          |